# High fantasy

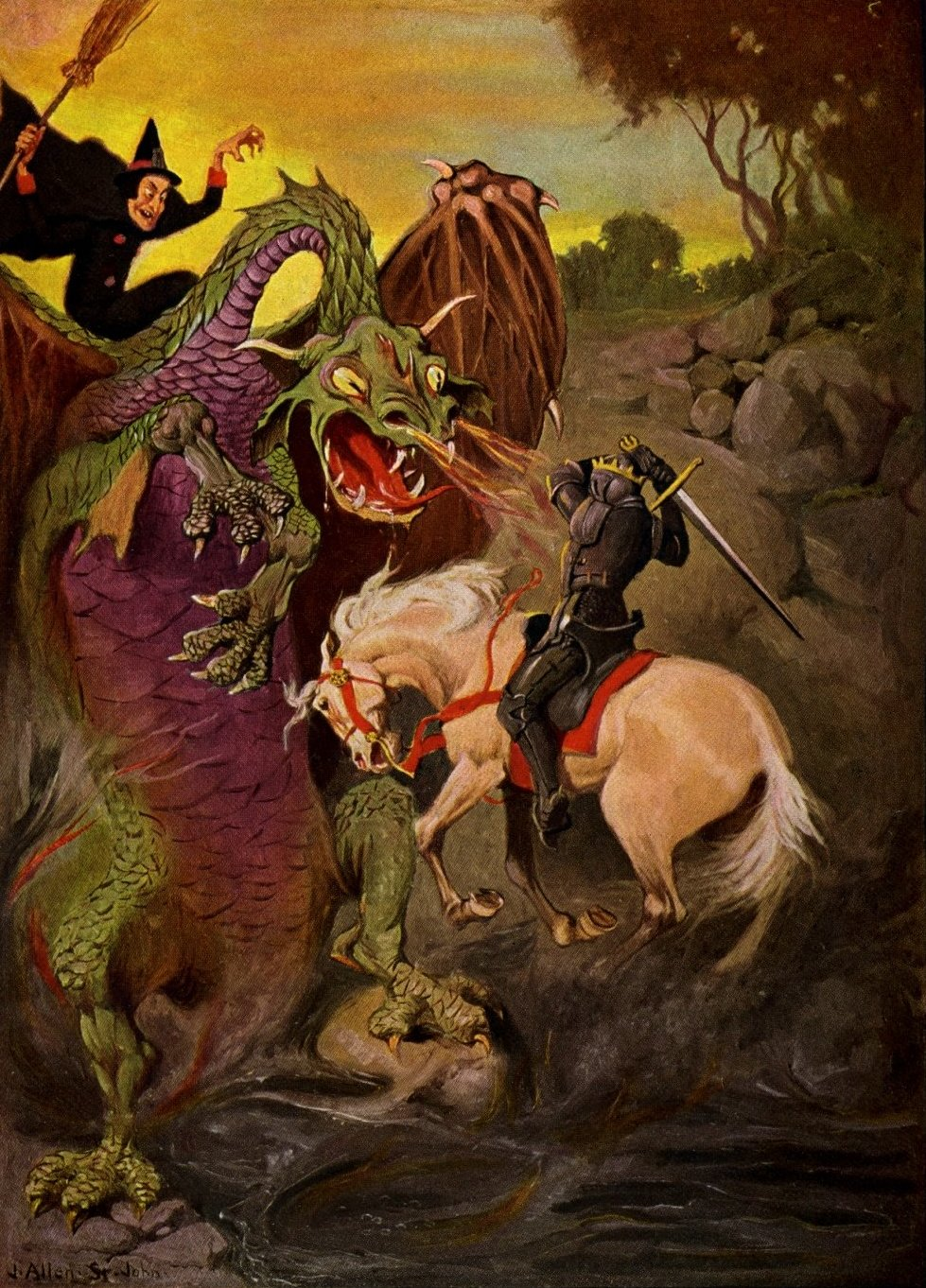
Förekomsten av drakar är signifikant för high fantasy.

Med high fantasy (ibland försvenskat högfantasy) eller episk fantasy menas vanligen en fiktion som utspelar sig i en fiktiv, lågteknologisk värld med fantastiska/övernaturliga inslag (magi, fabelvarelser med mera). Undergenren är besläktad med heroisk fantasy och utgör en motsats till low fantasy.
Genren anses ha börjat med J.R.R. Tolkiens böcker, framför allt Sagan om ringen.

## Återkommande teman

### Gott och ont
High fantasy är en typ av fantasy som ofta behandlar frågor gällande gott och ont. Huvudpersonerna i boken/filmen/rollspelet/datorspelet är ofta hjältar som försvarar en tro, ett ideal eller har mål som att befria världen från ondskan. Genren visar ofta tydligt vad som är svart och vitt. Det är självklart att den ena sidan är god och den andra ond. Det finns inget rum för tolkningar.

### Hjältar
När det gäller hjältar har denna genre mycket gemensamt med Sword and Sorcery. Hjältarna är alltid goda och de är också ofta episka. De fäller män som furor. Olikheten mellan High Fantasy och Sword and Sorcery består i skillnaden i handlingen. I Sword & Sorcery handlar berättelsen om hjältarnas egna konflikter och mål. Det sker inga större världsomfattande händelser. I den högstämda fantasyn får hjältarnas handlande världsomfattande konsekvenser. Hjältarnas roll är ofta avgörande för hela fantasyvärldens fortlevnad. Ofta handlar det om att de måste rädda världen eller liknande.

### Övernaturliga varelser
Att hjältarna slåss mot monster och drakar hör inte till ovanligheterna, inte heller kampen mellan gudar och demoner. 